# R&M Wegener

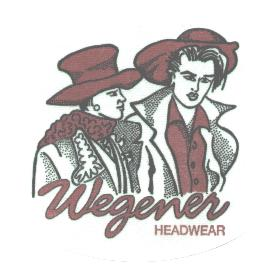
Logo des Unternehmens

Die R&M Wegener GmbH & Co. KG ist ein im Jahr 1817 gegründetes Unternehmen mit Sitz im mittelhessischen Lauterbach, das mit derzeit 51 Mitarbeitern (Stand August 2020) Hüte und Mützen herstellt. Zwischen 1964 und 2008 wurde die olympische Nationalmannschaft von der Firma mit Kopfbedeckungen ausgestattet.

## Geschichte

### Gründung in Hamburg
Die Entwicklung der Firma fällt in historisch unruhige Epochen. Nicolaus Hinrich Dubbers schuf 1817 in der Altonaer Altstadt eine Hutfabrik, die 1867 als Handelsgesellschaft eingetragen wurde – zusammen mit den Teilhabern Johann und Eduard Dubbers und Theodor Ferdinand Wegener, den Söhnen und dem Schwiegersohn des Gründers. Dessen Söhne, Robert und Maximilian (daher R.&M. Wegener), wurde später die technische und auch kaufmännische Leitung des Betriebes übertragen. 1884 wurden Robert und Maximilian Wegener zusammen mit ihrem Vetter Nicolaus Hugo Dubbers, einem Enkel des Firmengründers, als Gesellschafter eingetragen.

### Umzug nach Hessen
Da in Altona das Lohnniveau rapide anstieg, beschloss Robert Wegener die Firma in das oberhessische Blitzenrod bei Lauterbach zu verlegen, wo das Grundstück einer abgebrannten Spinnerei zum Verkauf stand. Besonders günstig war das Vorhandensein einer starken Wasserkraft, die auch heute noch zum Antrieb einer Turbine zur Stromgewinnung dient und die Stromversorgung für ganz Blitzenrod gewährleistet. Die offizielle Verlegung des Unternehmens fand am 1. März 1884 statt; im Mai 1885 wurde der Betrieb mit 50 Arbeitern in Betrieb genommen. Die Firma errichtete etwa acht Häuser für Mitarbeiterfamilien.
Im April 1888, nachdem Nicolaus Dubbers aus der Firma ausgeschieden war, wurde die Firma umstrukturiert und nannte sich von nun an Haarhutfabrik R.&M. Wegener. Mit 59 Jahren im Jahre 1904 zog sich Robert Wegener aus dem Geschäftsleben zurück; die beiden Söhne Kurt Theodor und Edgar rückten nach und übernahmen 1914 die Betriebsleitung.
In den Jahren zwischen den beiden Weltkriegen errichteten die beiden Brüder weitere, sehr mietgünstige Häuser für die Arbeiterfamilien, da die Mitarbeiterzahl auf mehr als 250 angestiegen war. Dies, andere Maßnahmen und weitere sozialen Leistungen trugen dazu bei, ein persönliches Verhältnis und Arbeitsklima zu schaffen.
Edgar Wegener fiel im Zweiten Weltkrieg, woraufhin sein Bruder Kurt die komplette Leitung der Blitzenröder Haarhutfabrik übernahm. Bis ins hohe Alter behielt er die Leitung der Firma fest in den Händen. Er starb im 80. Lebensjahr am 13. November 1960.

### Nachkriegszeit

Das Logo an der Fabrik in Blitzenrod um 2010

Klaus Theodor Wegener und Hans Wegener übernahmen nach 1945 die Leitung der Firma. Während Klaus Theodor Wegeners Besuch in Dallas erlernte dieser die Spezialherstellung des Resistol-Hutes und schuf ein gutes, fast freundschaftliches Verhältnis zu der Firma Resistol (heute Stetson). Sein Verdienst war es, dass die Firma R.&M. Wegener im Jahre 1958 die Lizenz für die Herstellung der Resistol-Markenhüte erhielt.
Bis zum 4. September 1966 leiteten die Gebrüder, nun in vierter Generation, den Familienbetrieb. An diesem Abend fiel Klaus Wegener einem Autounfall zum Opfer.
Ab 1974 leitete sein ältester Sohn Hans Th. Wegener die Firma, der sie im Juli 2018 seiner Tochter Theresa Wegener übergab. Nur ein kleiner Teil der Kollektion wird als Eigenmarke, auch im angeschlossenen Laden, verkauft. Hauptsächlich beschränkt sich die Firma darauf, Design und Kollektion für andere Marken unter deren Namen als Auftragsarbeit zu entwickeln. Produzieren lässt sie in Italien, Polen und China.
Während der Coronapandemie 2020 verzeichnete das Unternehmen laut eigener Aussage Umsatzeinbußen von 30 Prozent. Daraufhin startete die Unternehmerin eine Crowdfunding-Aktion.